# Genosha
Genosha è un paese immaginario che è apparso in numerose serie a fumetti pubblicate dalla Marvel Comics. Si tratta di un'isola-nazione presente nel principale universo condiviso della Marvel, noto come Terra-616  e un posto di rilievo nella cronologia delle storie degli X-Men. La nazione immaginaria è rappresentata come un'allegoria per la schiavitù e in seguito per l'apartheid sudafricano, prima di diventare una patria mutante e, successivamente, una zona disastrata.  L'isola si trova al largo della costa africana sud-est, a nord-ovest delle Seychelles e nord-est del Madagascar. La sua capitale era Hammer Bay.

## Storia di pubblicazione
La prima apparizione di Genosha avviene sul numero 235 di Uncanny X-Men (ottobre 1988), ed è stata creata da Chris Claremont e Rick Leonardi. 
Genosha ha ricevuto una voce nel terzo numero di Official Handbook of the Marvel Universe del 1989.

## Storia del paese

### Apartheid mutante
L'isola si trova al largo della costa orientale dell'Africa, a nord del Madagascar, e vantava un alto tenore di vita, un'eccellente economia e la libertà   politica e razziale in contrasto con le nazioni confinanti. Tuttavia, la prosperità di Genosha è stata costruita sulla schiavitù della sua popolazione mutante. I mutanti su Genosha erano di proprietà dello Stato e i bambini possedenti il gene mutante venivano messi sotto processo da David Moreau, comunemente conosciuto come il Genegineer, che li  "mutava" (individui geneticamente modificati, al contrario di quelli che hanno sviluppato poteri mutanti naturalmente) rendendoli privi di coscienza e mettendoli al suo servizio. Il Genegineer era anche in grado di modificare determinate abilità mutanti per soddisfare specifiche carenze di manodopera. La cittadinanza su Genosha era permanente e il governo non riconosceva alcuna emigrazione. I cittadini che cercavano di lasciare il paese venivano rintracciati e forzatamente riportati indietro da un gruppo speciale denominato Press Gang. La Press Gang era formata da Hawkshaw, Pipeline, Punchout e   Wipeout, e i "problemi" mutanti venivano gestiti da una forza di polizia speciale conosciuta come magistrati.
Le fondamenta della società Genoshana sono state stravolte negli ultimi anni grazie anche agli sforzi di mutanti fuori dalla Nazione. Nel primo arco narrativo, alcuni membri degli X-Men (Wolverine, Rogue, e la loro alleata Madelyne Pryor) sono stati rapiti dai Magistrati Genoshani, sotto l'ordine del Genegineer.